# Brandon McMillan
Brandon McMillan (* 22. März 1990 in Delta, British Columbia) ist ein ehemaliger kanadischer Eishockeyspieler und derzeitiger -trainer, der im Verlauf seiner aktiven Karriere zwischen 2006 und 2025 unter anderem 179 Spiele für die Anaheim Ducks, Phoenix bzw. Arizona Coyotes und Vancouver Canucks in der National Hockey League (NHL) auf der Position des Centers bestritten hat. Zudem war McMillan in der Kontinentalen Hockey-Liga (KHL), Schweizer National League und Deutschen Eishockey Liga (DEL) aktiv.

## Karriere

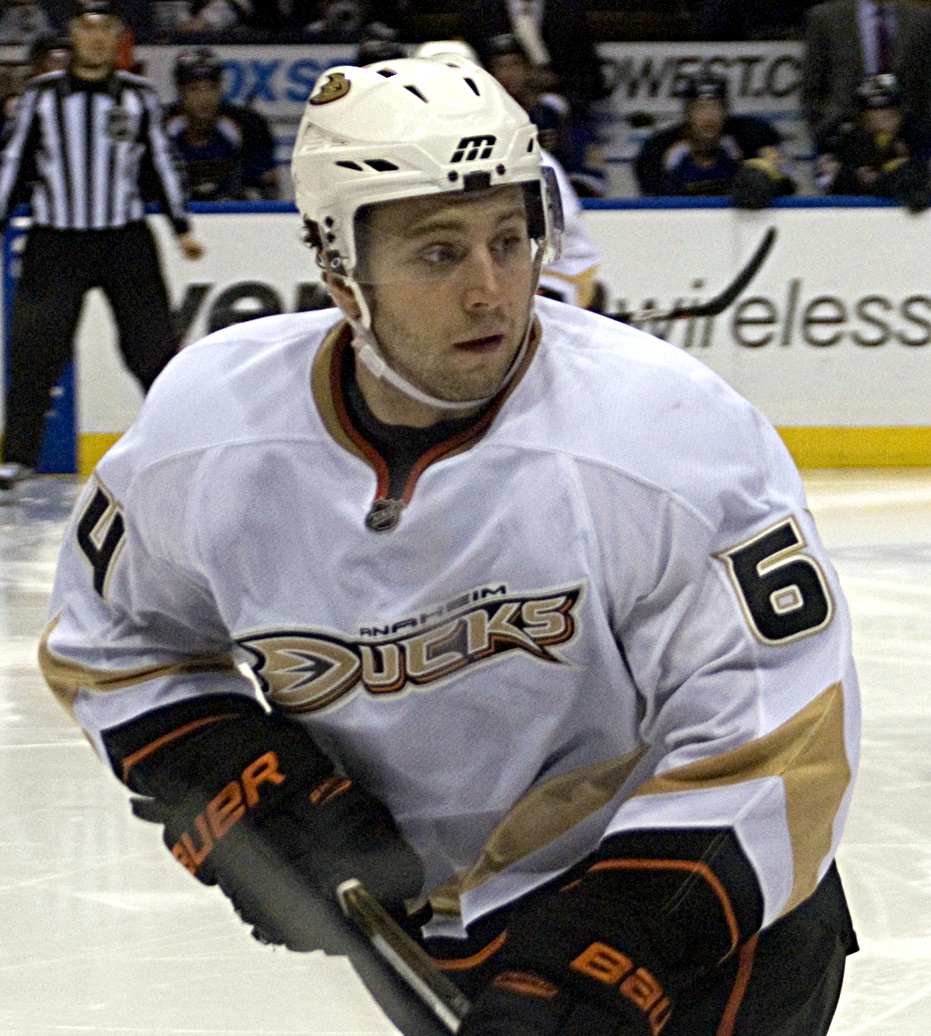
McMillan im Trikot der Anaheim Ducks (2011)

Brandon McMillan spielte während seiner Juniorenzeit von 2005 bis 2006 für die Vancouver Rangers in der unterklassigen Juniorenliga BC Hockey Major Midget League. Im Anschluss wechselte er zu den Kelowna Rockets in die Western Hockey League (WHL), von denen er zuvor beim WHL Bantam Draft 2005 in der vierten Runde an Position 79 ausgewählt worden war. McMillan ging in der Folge vier Spielzeiten für die Mannschaft in der WHL aufs Eis und steigerte in jeder Saison seine Punkteausbeute. Sein größter Erfolg mit den Kelowna Rockets war der Gewinn des Ed Chynoweth Cup in der Saison 2008/09, die Meisterschaft der WHL. Am 10. Juni 2008 gaben die Anaheim Ducks aus der National Hockey League (NHL) den Verteidiger Marc-André Bergeron im Austausch für ein Drittrunden-Wahlrecht im NHL Entry Draft 2008 an die Minnesota Wild ab. Mit diesem Wahlrecht wählten die Kalifornier wenige Tage später McMillan in der dritten Runde an Position 85 aus und sicherten sich die Rechte an ihm. Nachdem er auch die Saison 2009/10 in der WHL verbracht hatte, wurde der Angreifer im Mai 2010 von den Anaheim Ducks mit einem Dreijahresvertrag verpflichtet.
Die Saison 2010/11 begann er im Farmteam bei den Syracuse Crunch in der American Hockey League (AHL), ehe er im November 2010 erstmals für ein NHL-Spiel in den Kader der Ducks berufen wurde und am 21. November 2010 in der Begegnung gegen die Edmonton Oilers erstmals für die Kalifornier auf dem Eis stand. Nach seinem NHL-Debüt schickten ihn die Ducks zunächst wieder ins Farmteam zu den Syracuse Crunch, ehe McMillan wenige Tage später gemeinsam mit Nick Bonino und Dan Sexton in den NHL-Kader berufen wurde. Bei seinem dritten Einsatz in der NHL erzielte er in der Begegnung gegen die Phoenix Coyotes sein erstes Tor. Im Verlauf derselben Saison setzte sich McMillan als Stammkraft in Anaheim durch.
Zur Trade Deadline am 3. April 2013 wurde er an die Phoenix Coyotes abgegeben. Die Arizona Coyotes, wie das Franchise seit Juni 2014 heißt, setzten McMillan im Februar 2015 auf den Waiver, von dem die Vancouver Canucks ihn verpflichteten. Dort beendete McMillan die Saison 2014/15, wo sein auslaufender Vertrag anschließend nicht verlängert wurde. Im Oktober 2015 entschloss er sich für einen Wechsel nach Europa und unterschrieb einen Vertrag beim ERC Ingolstadt aus der Deutschen Eishockey Liga (DEL). Beim ERC erreichte er 16 Scorerpunkte in 31 Partien, ehe er zur Saison 2016/17 zum KHL Medveščak Zagreb in die Kontinentale Hockey-Liga (KHL) wechselte.
Ab Juli 2017 spielte der Kanadier bei Dinamo Riga in der KHL, gehörte zu den Führungsspielern und war zeitweise Assistenzkapitän. Im Dezember 2019 wurde McMillan gegen Zahlung einer Entschädigung an den HK Awangard Omsk abgegeben. Zu Beginn der Saison 2020/21 war McMillan ohne Anstellung, ehe er im November 2020 von Neftechimik Nischnekamsk verpflichtet wurde. Zur Saison 2021/22 schloss sich der Kanadier dem Schweizer Klub HC Ambrì-Piotta aus der National League an, für den er zwei Jahre spielte. Mit dem HCAP gewann der Stürmer im Dezember 2022 die 94. Auflage des traditionsreichen Spengler Cups. Im Oktober 2023 heuerte er für eine Spielzeit beim chinesischen KHL-Teilnehmer Kunlun Red Star an.
Anschließend blieb McMillan bis Mitte Dezember 2024 ohne Verein. Erst die Schwenninger Wild Wings aus der DEL statteten ihn mit einem Probevertrag bis zum Saisonende 2024/25 aus. Nach der Spielzeit beendete der 35-Jährige seine aktive Karriere und wurde im Sommer 2025 als Assistenztrainer bei seinem einstigen WHL-Juniorenteam Kelowna Rockets vorgestellt.

### International
McMillan vertrat sein Heimatland bei der U18-Junioren-Weltmeisterschaft 2008 und der U20-Junioren-Weltmeisterschaft 2010. Nachdem er mit der U18-Nationalmannschaft die Goldmedaille mit einem Finalsieg über Russland gewonnen hatte, unterlag er zwei Jahre später bei der Weltmeisterschaft 2010 mit der U20-Nationalmannschaft im Endspiel den Vereinigten Staaten.

## Erfolge und Auszeichnungen
- 2009 Ed-Chynoweth-Cup-Gewinn mit den Kelowna Rockets
- 2022 Spengler-Cup-Gewinn mit dem HC Ambrì-Piotta

### International
- 2008 Goldmedaille bei der U18-Junioren-Weltmeisterschaft
- 2010 Silbermedaille bei der U20-Junioren-Weltmeisterschaft

## Karrierestatistik

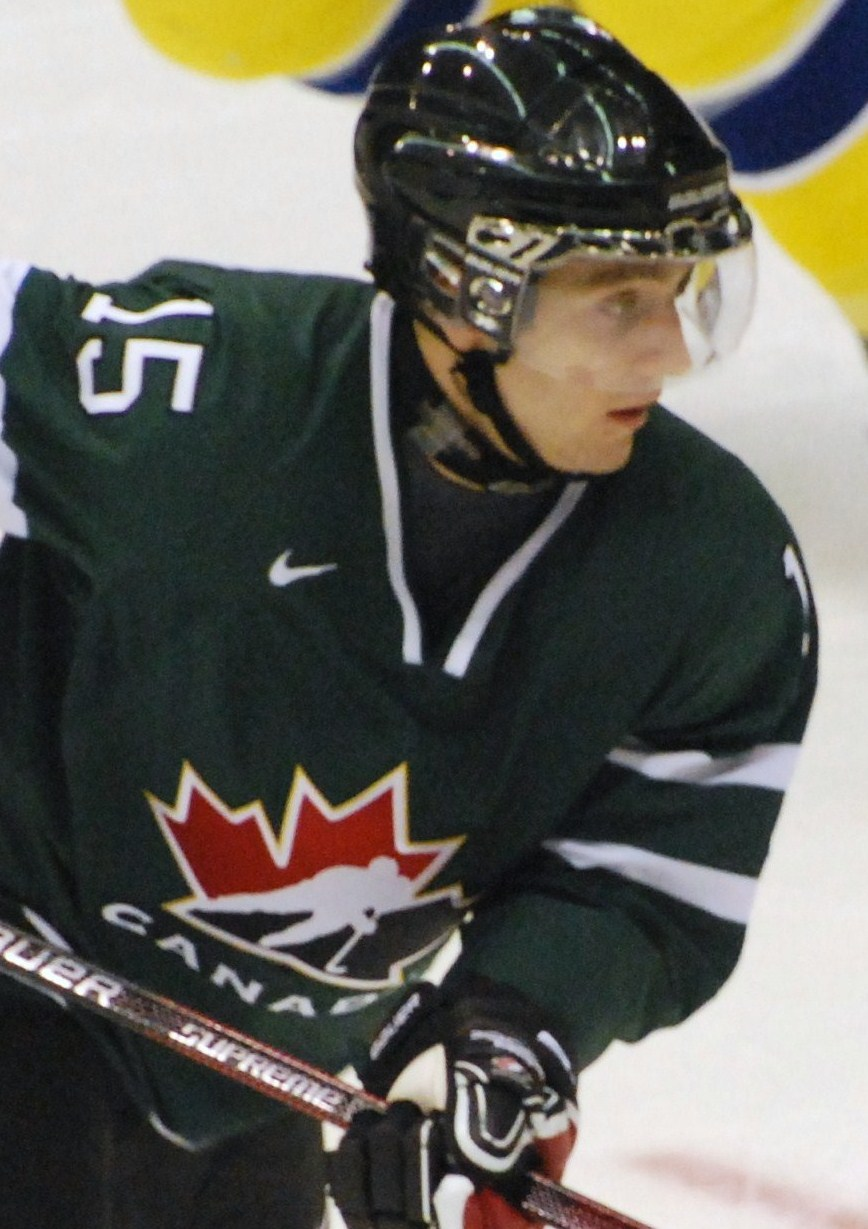
McMillan bei der U20-Junioren-Weltmeisterschaft 2010

### International
Vertrat Kanada bei:
- U18-Junioren-Weltmeisterschaft 2008
- U20-Junioren-Weltmeisterschaft 2010

(Legende zur Spielerstatistik: Sp oder GP = absolvierte Spiele; T oder G = erzielte Tore; V oder A = erzielte Assists; Pkt oder Pts = erzielte Scorerpunkte; SM oder PIM = erhaltene Strafminuten; +/− = Plus/Minus-Bilanz; PP = erzielte Überzahltore; SH = erzielte Unterzahltore; GW = erzielte Siegtore; 1 Play-downs/Relegation; Kursiv: Statistik nicht vollständig)